# Gösta Bergkvist
Gösta Bergkvist (Sven Gösta Bergkvist; * 29. März 1920 in Sågmyra; † 5. Oktober 2015 in Gävle) war ein schwedischer Mittelstreckenläufer, der sich auf die 1500-Meter-Distanz spezialisiert hatte.
Bei den Olympischen Spielen 1948 in London wurde er Fünfter.
Seine persönliche Bestzeit von 3:46,6 min stellte er am 4. Juli 1947 in Gävle auf. 1947 und 1948 wurde er Schwedischer Meister im Crosslauf.